# Drakon
Drakon (altgriechisch Δράκων ὁ Ἀθηναῖος Drákōn ho Athēnaíos „Drakon der Athener“) war ein athenischer Gesetzgeber oder Nomothetes. Ihm wird ein Gesetz zur Verfolgung von Tötungsdelikten zugeschrieben, das im Jahr 621/620 v. Chr. erlassen wurde. Er führte hierbei zwei wesentliche Neuerungen in das Strafrecht Athens ein: die Unterscheidung von vorsätzlicher und unbeabsichtigter Tötung sowie den Verweis der jeweiligen Straffälle an spezialisierte Gerichtshöfe im Rahmen eines vorgeschalteten Rechtsverfahren. Hiermit wurde die Blutrache abgelöst.
Drakons Gesetz wurde von der Solonischen Gesetzgebung beibehalten.

## Veröffentlichung

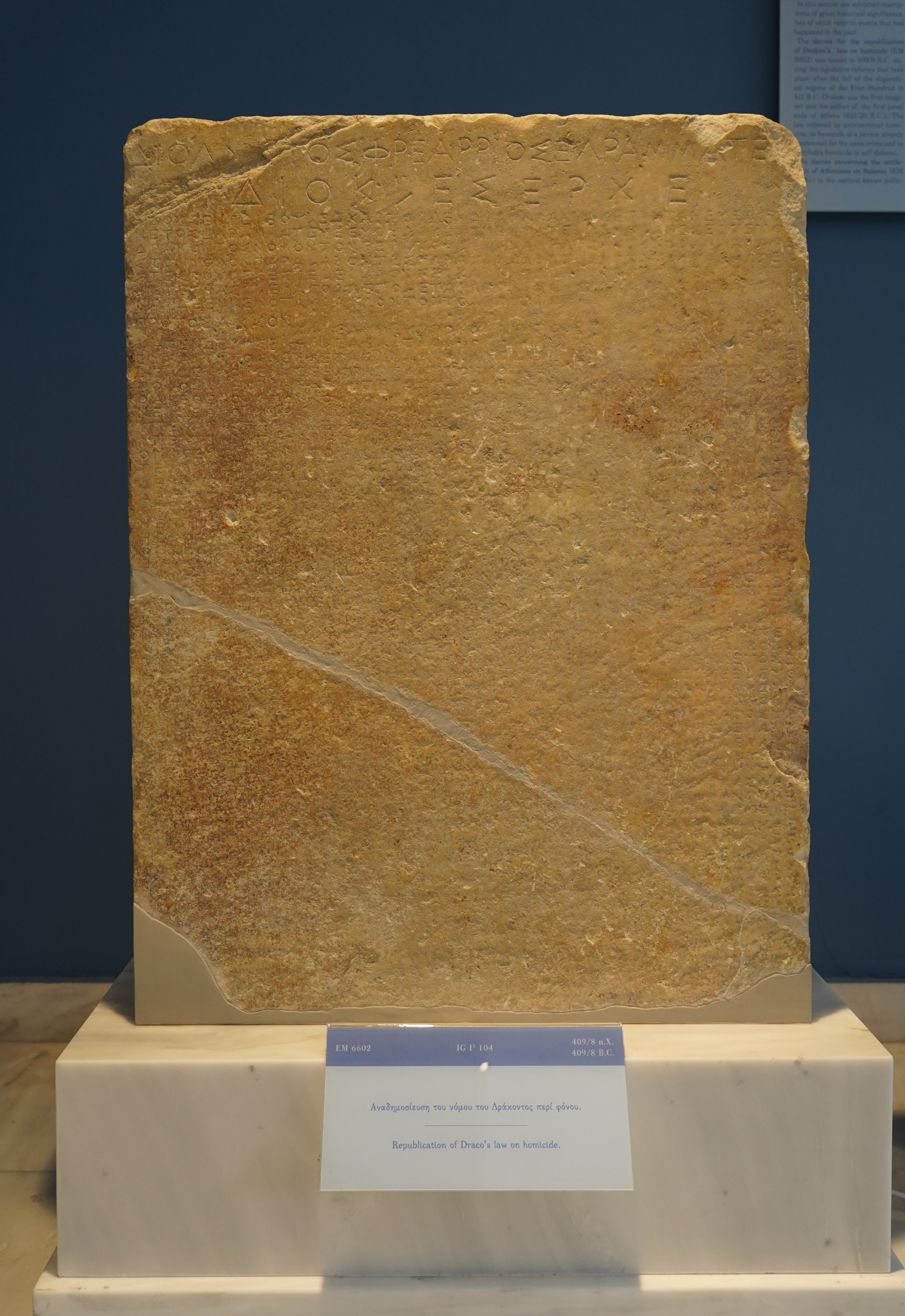
Marmorstele der Gesetzeswiederveröffentlichung: Inschrift IG I³ 104 (griechisch/deutsch)

Damit niemand sie übersehen oder ignorieren konnte, wurden die Ausführungen des Gesetzes (θεσμοί thesmoi) auf Holztafeln geschrieben (ἄξονες áxones „Gesetzestafeln“, die um eine Achse gedreht werden können) und an zum Teil drehbaren dreiseitigen Stelen (αἱ κύρβεις kýrbeis, das heißt drehbare pyramidenförmige Pfeiler zur Bekanntmachung von Gesetzen) oder Säulen (αἱ στῆλαι stēlai in diesem Zusammenhang „Gesetzessäulen“) befestigt, die auf der Agora in der Stoa Basileios angebracht wurden.
Im Jahr 409/408 v. Chr., unmittelbar nach dem Ende des oligarchischen Rats der Vierhundert und der Wiederherstellung der Demokratie in Athen, wurde entschieden, die Gesetze Solons und Drakons Tötungsgesetz wiedereinzusetzen. Dafür wurde eine Marmorstele angefertigt, in die das Gesetz über die Tötung eingemeißelt wurde. Diese Stele wurde vor der Stoa Basileios aufgestellt. Sie wurde 1843 beim Bau der Kathedrale Mariä Verkündigung in Athen gefunden.
Die Marmorstele ist die älteste Überlieferung des Gesetzes. Durch starke Verwitterung ist die Schrift nur zum Teil erhalten. Heute steht sie, wie viele andere Inschriften, im Epigraphischen Museum Athen.

## Gesetzesaufbau
Der Ablauf nach einer unvorsätzlichen Tötung ist nach dem Gesetz wie folgt: Zuerst kommt es zu einem vorgeschalteten Rechtsverfahren, bei dem die basíleís und ephétai über die (Un-)Vorsätzlichkeit der Tat entscheiden. Dann kann es durch die Angehörigen zu einer Aussöhnung kommen. Wird dies entschieden, darf der Täter in Attika bleiben.
Wird die Aussöhnung verweigert, wird stattdessen die Blutrache angekündigt. Nun dürfen die Angehörigen den Täter in Attika verfolgen und töten, aber nicht misshandeln. Flieht der Täter aus Attika, so ist er im Exil geschützt und sicher. 
Drakons Gesetz zeichnet sich im Gegensatz zur Blutrache durch das vorgeschaltete Rechtsverfahren aus, was lange Fehden verhindern soll.

## Ansichten über das drakonische Strafmaß
Die drakontische Gesetzgebung (Δρακόντειοι νόμοι Drakónteioi nómoi ‚Gesetze von Drakon‘ bzw. Δρακόντεια μέτρα Drakónteia métra ‚Maßregeln von Drakon‘) wurde in der klassischen Periode Griechenlands als außerordentlich grausam angesehen. Diese Ansicht zeigt Demades, indem er erklärt, dass Drakon seine Gesetze nicht mit Tinte, sondern mit Blut geschrieben hätte. Plutarch beschreibt in Hinsicht auf den vielfach vorgeschriebenen Gebrauch der Todesstrafe ebenso die Grausamkeit Drakons. Er fügt der Aussage des Demades noch eine Anekdote hinzu. Laut Plutarch soll der Gesetzgeber nämlich gesagt haben, dass die Todesstrafe ein passendes Strafmaß für geringere Verbrechen ist. Für größere Verfehlungen kenne er schlichtweg keine härteren Strafen.
Auch in der deutschen Sprache ist es sprichwörtlich für eine übertrieben harte, eben „drakonische“ Bestrafung geworden. Dabei wurde allerdings meist übersehen, dass Drakon selbst die vorhandenen Gesetze und Bestimmungen seiner Zeit lediglich kodifizierte und damit vor allem die noch härteren willkürlichen und oft ausufernden Strafen der Vorzeit abschaffte. Zudem unternahm er Anstrengungen, die bis dahin praktizierte Blutrache durch ausschließliche Zuständigkeit der Gerichte für das Sühnen von Verbrechen zu ersetzen. Die drakontische Gesetzgebung war damit ein wichtiger Schritt in Richtung auf das staatliche Gewaltmonopol.